# Теория эмоций Кеннона — Барда
Основная концепция теории Кеннона — Барда заключается в том, что выражение эмоций является результатом функции гипоталамических структур, и эмоциональное переживание — результатом стимуляции таламуса. Физиологические изменения и субъективные ощущения являются отдельными и независимыми; возбуждение не должно проявляться раньше эмоций. Таким образом, области таламуса приписывают основную роль в этой теории эмоций.

## Происхождение
Уолтер Брэдфорд Кеннон (1871—1945) был физиологом в Гарвардском университете, который является самым известным благодаря его классическому трактату о гемостазе Филипп Бард (1898—1977) был аспирантом Кеннона, и они вместе разработали модель эмоций под названием теория Кеннона — Барда. Кеннон был экспериментатором, который опирался на исследования физиологии животных. С помощью этих исследований, Кеннон и Бард подчеркнули роль головного мозга в генерации физиологических реакций и чувств; роль, которая является важной в объяснении опыта и производства.
Доминирующей теорией эмоций во время Кеннона была теория эмоций Джеймса — Ланге, и Кеннон признал, что для проверки этой теории требовалось эмоциональное выражение без висцеральной обратной связи. Это было необходимо, потому что связь между висцеральными изменениями и обратной связи, необходимой для стимуляции эмоций головного мозга больше не будет присутствовать.. Для этого Кеннон экспериментировал с разъединением афферентных нервов симпатической ветви вегетативной нервной системы у кошек. Кеннон составил свои экспериментальные результаты в 1915 году, а затем усовершенствовал и расширил их, и, наконец, предложил свою модель эмоций как вызов и альтернативу теории эмоции Джеймса — Ланге.
Теория Джеймса — Ланге опирается на обратный поток импульсов от периферии, чтобы составлять уникальные эмоциональные случаи; импульсы, которые Уильям Джеймс предполагал, приходят из всех частей организма, в том числе мышц, кожи и внутренних органов. Внутренним органам приписывал главную роль Джеймс. Они состоят из гладких мышц и желез. Кеннон определил и обозначил 5 вопросов с понятием теории Джеймса — Ланге из сосудодвигательного центра в качестве объяснения эмоционального переживания.
- Полное разделение внутренностей от центральной нервной системы не изменяет эмоциональное поведение.

В эксперименте, кошки были живы и здоровы после удаления их симпатической нервной системы. Удаление этой системы привело к отмене всех реакций под контролем сосудодвигательного центра. Было установлено, что разрушение этих функций не имели практически никакого влияния на эмоциональные реакции животных
- Те же самые висцеральные изменения происходят в самых разных эмоциональных состояниях и в неэмоциональных состояниях.

Симпатические функции нервной системы, как единое целое. Висцеральные изменения, вызванные симпатической нервной системой, включают в себя: увеличение частоты сердечных сокращений; сокращение артериол; дилатация бронхиол; повышенный уровень сахара в крови; потливость; расширение зрачков. Эти физиологические изменения можно увидеть при любых обстоятельствах, в том числе различных эмоциональных состояний, таких как страх и гнев, а также ситуации лихорадки, асфиксии, и низкой температуры.
- Внутренние органы относительно нечувствительные структуры.

Кеннон писал, что существует убеждение, что чем глубже тело проникло, тем более чувствительным становится; Однако, это не так. Например, мы не осознаем сокращения и расслабления пищеварительных процессов.

## Критика
Уильям Джемс утверждал, что там были либо специальные центры для мозговых процессов, которые сопровождают эмоции, или они имели место в центре коры головного мозга. Кеннон полагал, что там не может быть один или другой, что могут быть корковые процессы и специальные центры, которые сопровождают эмоциональные реакции. Он выделил две идеи относительно существования двух источников мозговых процессов эмоций.
Эмоциональное выражение является результатом действия подкорковых центров
Кеннон обобщил исследования, проведенные Владимиром Михайловичем Бехтеревым относительно эмоционального выражения. В этом исследовании было высказано мнение о том, что эмоциональное выражение должно быть независимым от коры головного мозга, потому что выражение эмоций не всегда может быть подавлено или контролируются (например, смех от щекотки), потому что висцеральные изменения происходят независимо от нашего контроля, и потому, что эти реакции, которые не могут подавляться, наблюдаются вскоре после рождения, прежде чем развивается корковое управления.

## Теория Кеннона — Барда
По словам Кеннона, внешний раздражитель активирует рецепторы, и это возбуждение ведет импульсы к коре головного мозга. По прибытии в коре головного мозга импульсы связаны с условными процессами, которые определяют направление последующей реакции. Именно эти реакции стимулируют процессы таламуса. Ключевым компонентом теории Кеннона — Барда является то, что телесные изменения происходят почти одновременно с эмоциональным переживанием. Эти телесные изменения и эмоциональные переживания возникают по отдельности и независимо друг от друга; физиологическое возбуждение не обязательно должно предшествовать выражению эмоций и опыта. Кеннон обобщает наблюдения, которые являются основой для его теории эмоций. Во-первых, после удаления головного мозга от таламуса животные продолжают проявлять гнев, как эмоциональную реакцию. Эти реакции прекращаются, когда таламус удаляется. Во-вторых, опухоль на одной стороне таламуса может привести к смеху или гримасе при особых условиях, но контроль этих мышц является двусторонним. Временное ухудшение коркового контроля нижних центров от легкой амнезии или, например, опухоли может вызвать неконтролируемый и длительный плач или смех.